# Nikolai Wiktorowitsch Jakuschow
Nikolai Wiktorowitsch Jakuschow (russisch Николай Викторович Якушов, * 30. Juli 1990 in Nikolajew, Ukrainische SSR, Sowjetunion) ist ein ehemaliger russischer Biathlet.
Nikolai Jakuschow lebt in Tscheboksary und wurde von Jewgenija Michailowa trainiert. 2007 begann er mit dem Biathlonsport und gehört seit 2009 dem russischen Nationalkader an. Erste internationale Meisterschaft wurden die Biathlon-Juniorenweltmeisterschaften 2009 in Canmore, wo er 15. des Sprints und 19. der Verfolgung wurde, im Einzel als Vierter knapp gegen Aljaksej Abromtschyk eine Medaille verpasste und diese mit Iwan Pitschuskin und Wladimir Burdinski als Drittplatzierter mit der Staffel gewann. Bei den Juniorenweltmeisterschaften zwei Jahre später in Nové Město na Moravě gewann er hinter Simon Desthieux und Benedikt Doll die Bronzemedaille im Einzel, wurde 15. des Sprints, Achter der Verfolgung und gewann mit Alexandr Petschonkin, Iwan Krjukow und Dmitri Djuschew hinter Deutschland die Silbermedaille im Staffelrennen. Es folgten die Biathlon-Europameisterschaften 2011 in Ridnaun, bei denen Jakuschow zunächst in den Juniorenrennen zum Einsatz kam und den Titel im Einzel gewann, 26. im Sprint und Siebte im Verfolgungsrennen wurde. Für das Staffelrennen wurde er an die Seite von Wjatscheslaw Akimow, Timofei Lapschin und Wiktor Wassiljew in die russische Männerstaffel berufen, mit der er als Startläufer hinter der deutschen Vertretung Zweiter wurde. Im weiteren Jahresverlauf startete der Russe bei den Juniorenrennen der Sommerbiathlon-Weltmeisterschaften 2011 in Nové Město, wo Jakuschow Sechster des Sprints wurde, hinter Iwan Krjukow und Oleksandr Dachno im Verfolgungsrennen die Bronzemedaille und im Mixed-Staffelrennen mit Olga Galitsch, Olga Podtschufarowa und Dmitri Djuschew den Titel gewann.
In der Saison 2011/12 bestritt Jakuschow seine letzten internationalen Rennen im IBU-Cup.
Seit dem 6. Juli 2012 ist er mit der Biathletin Olga Galitsch, jetzt Jakuschowa, verheiratet.